# Järnvägslinjen Zaprešić–Varaždin–Čakovec
Järnvägslinjen Zaprešić–Varaždin–Čakovec (kroatiska: Željeznička pruga Zaprešić–Varaždin–Čakovec) eller Järnvägslinjen R201 (Željeznička pruga R201), i folkmun kallad Zagorjemagistralen (Zagorska magistrala), är en oelektrifierad regional järnvägslinje mellan Zaprešić och Čakovec i norra Kroatien. Den drygt 100 km långa järnvägslinjen anlades 1886 och går till största del genom regionen Zagorje. Järnvägslinjen förbinder huvudstaden Zagreb med den kroatisk-ungerska statsgränsen och i förlängningen Budapest.

## Historik
Vid tiden för järnvägslinjens anläggande administrerades järnvägsnätet i den dåvarande österrikisk-ungerska provinsen Kroatien-Slavonien av de Kungliga ungerska statsjärnvägarna. Den 18 juni 1884 utfärdades tillstånd för att anlägga järnväg mellan Čakovec och Zagreb och 1885 grundades Järnvägslinjens Čakovec–Zagrebs aktiebolag i Budapest för detta syfte. Den 4 september 1886 stod sträckningen mellan Zaprešić och Varaždin färdig och den 13 december samma år färdigställdes den sista biten mellan Varaždin och Čakovec.

## Beskrivning och framtid
Järnvägslinjen Zaprešić–Varaždin–Čakovec är enkelspårig och maxhastigheten är relativt låg. Den är ännu 2014 enkelspårig och oelektrifierad samt saknar fullt utbyggt signalsystem. Initiativ för att i framtiden elektrifiera linjen och skaffa nytt signalsystem över hela linjesträckningen har tagits.

## Linjekarta
Zaprešić

 Zabok

 avtagsspår mot Krapina

 avtagsspår mot Donja Stubica

 Bedekovčina

 Novi Marof

 Turčin

 avtagsspår mot Ivanec

 avtagsspår mot  Koprivnica

 Varaždin 

 Drava-bron

 avtagsspår mot kroatisk-ungerska statsgränsen

 anslutningsspår från kroatisk-ungerska statsgränsen

 Čakovec

## Bilder på stationer

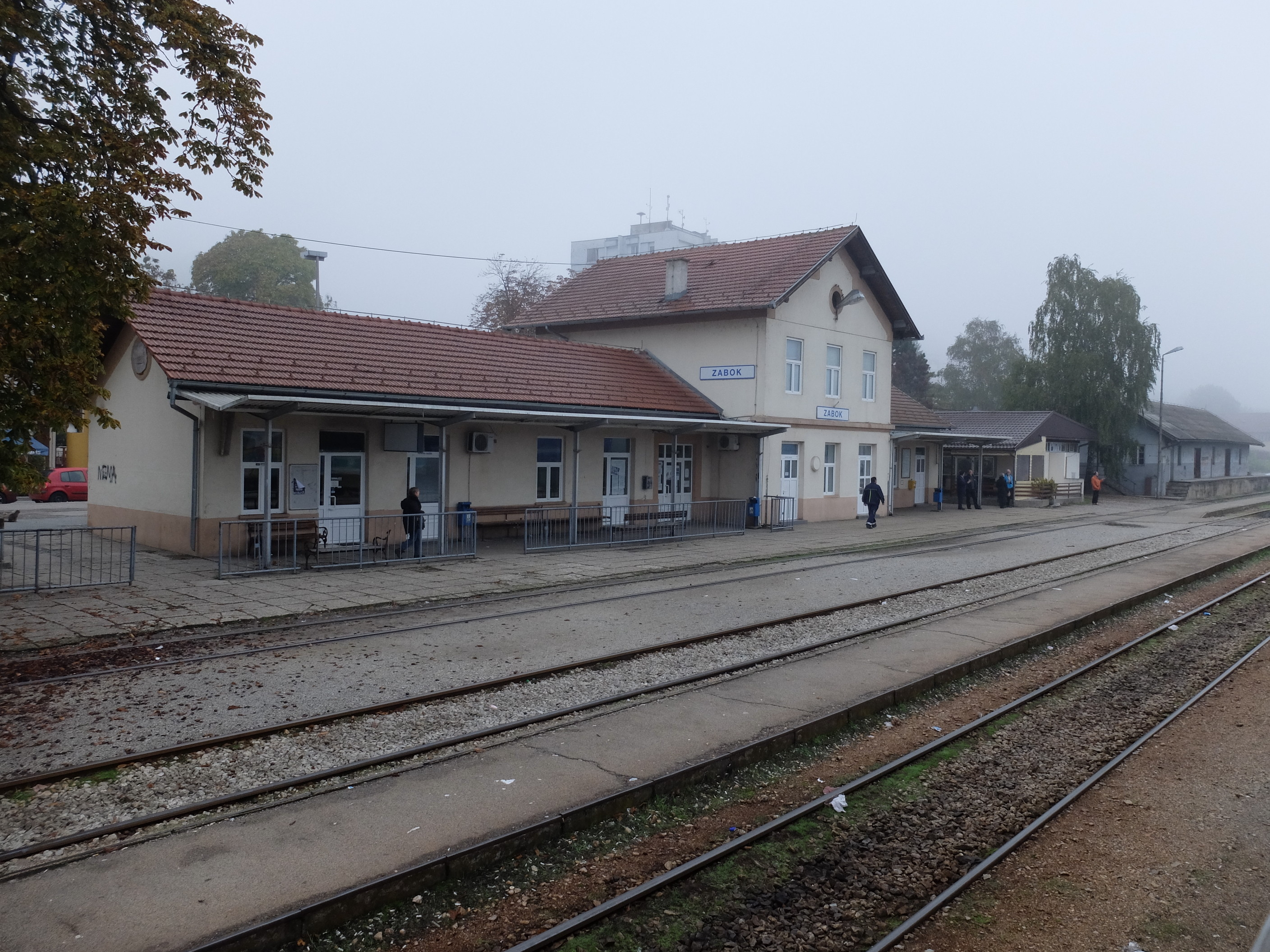
Zabok
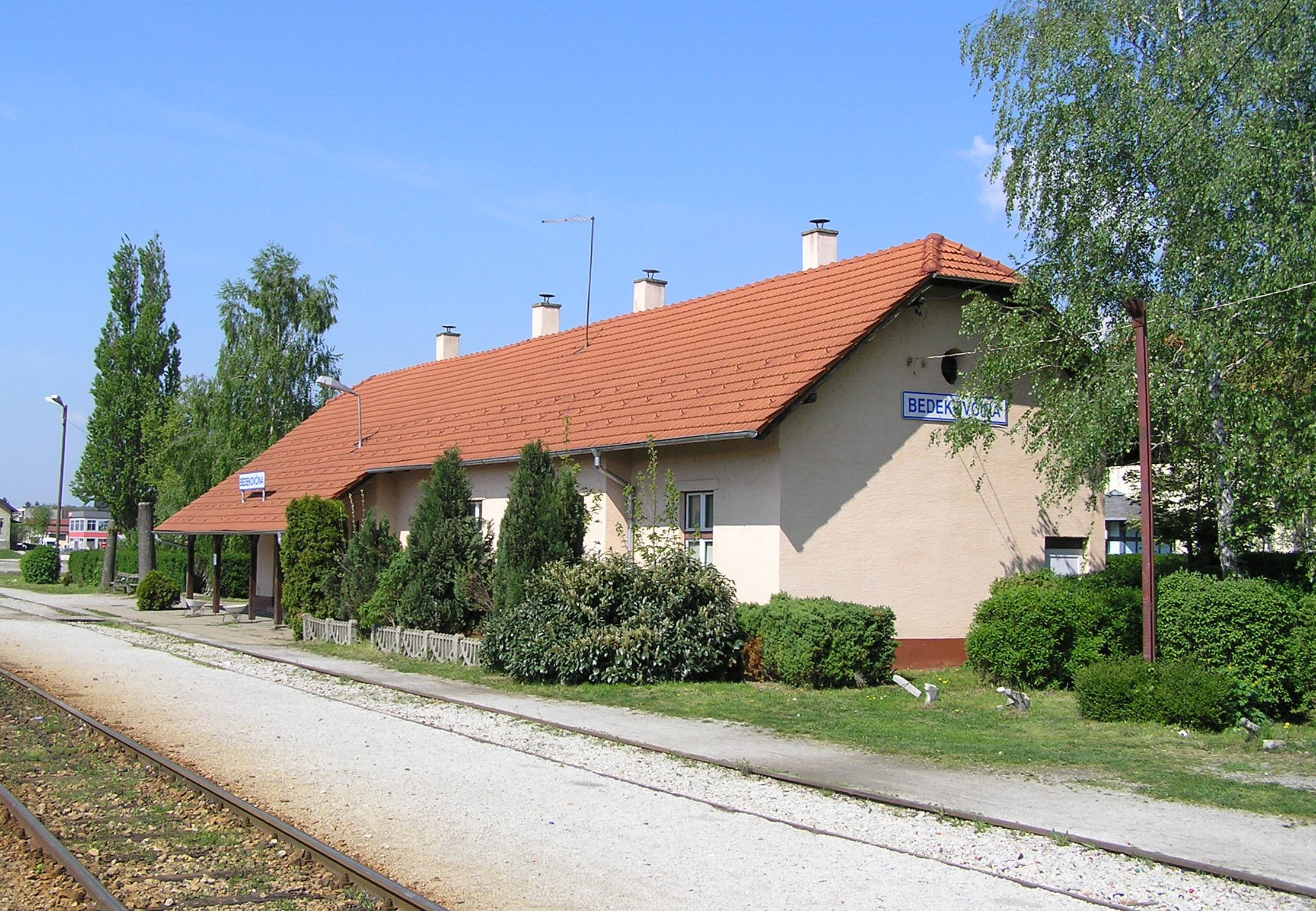
Bedekovčina
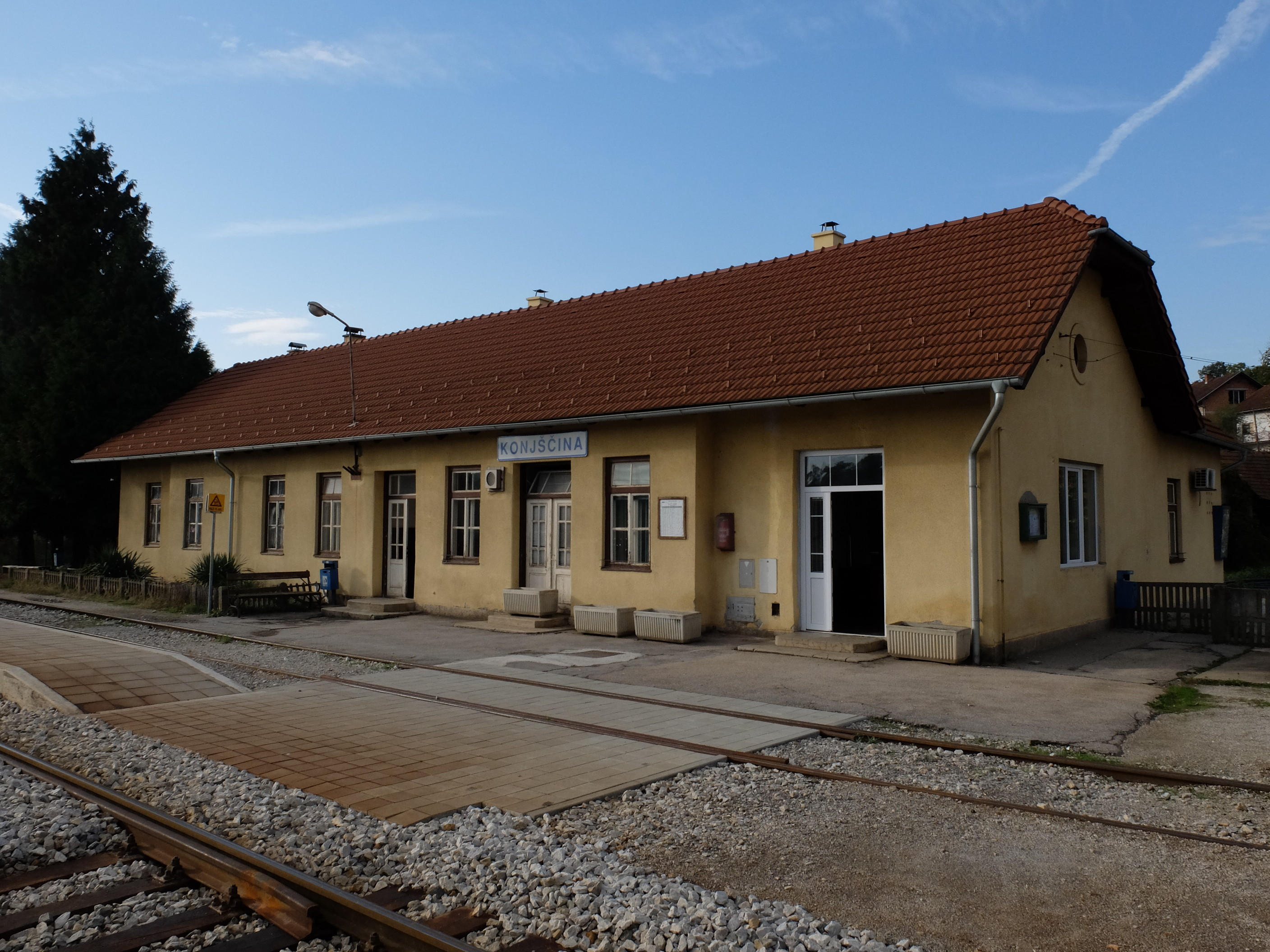
Konšćina
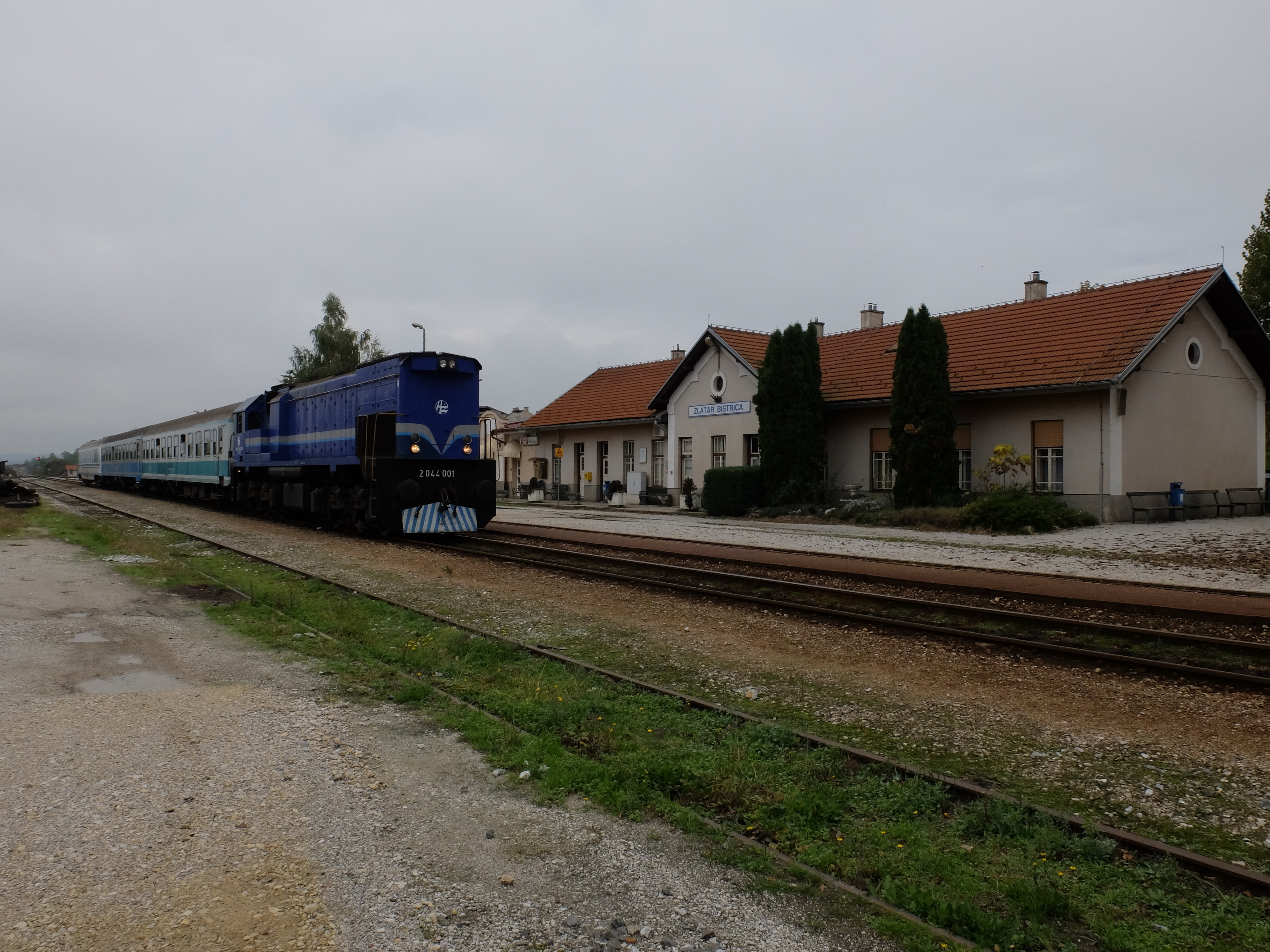
Zlatar Bistrica
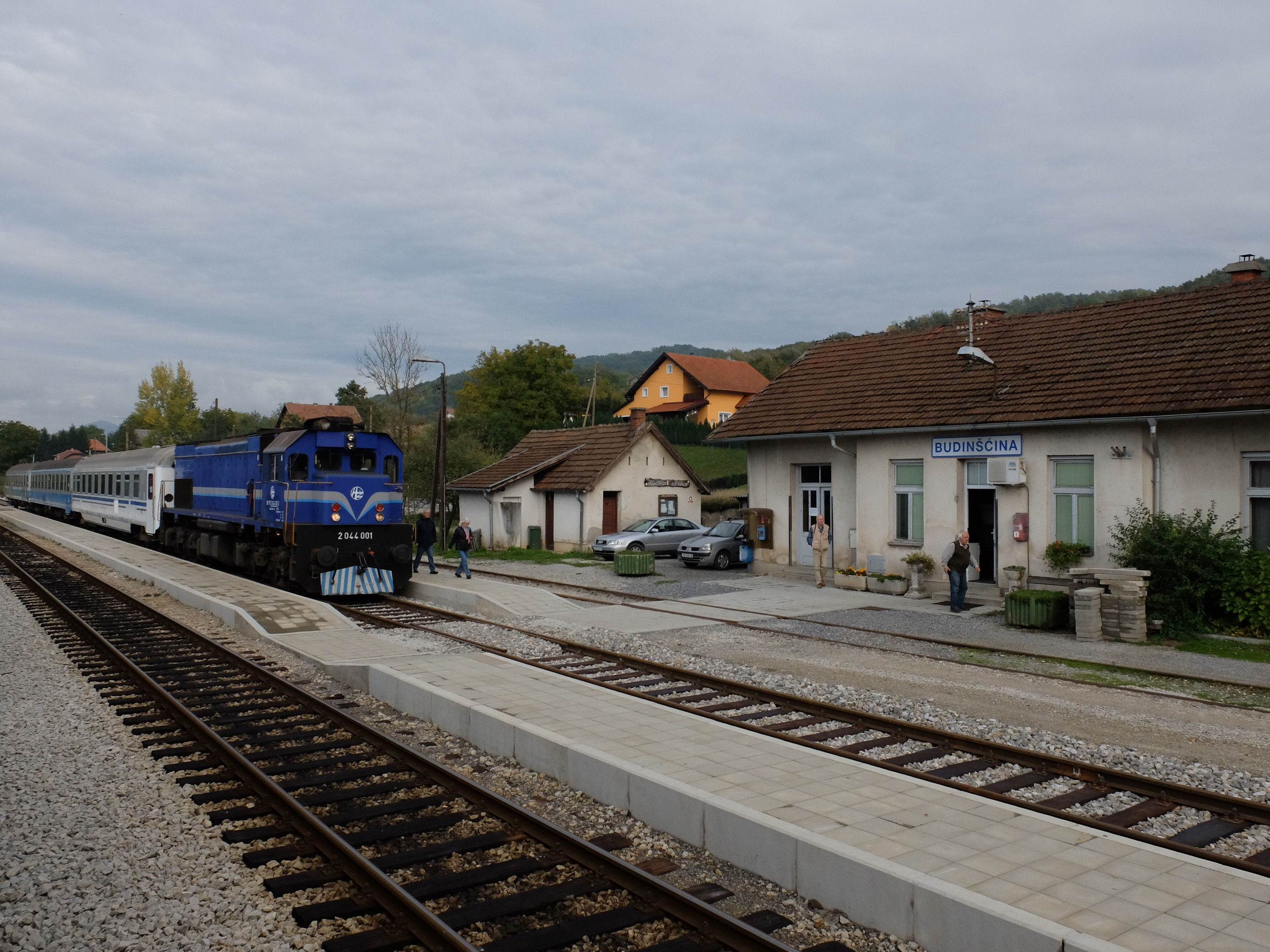
Budinščina
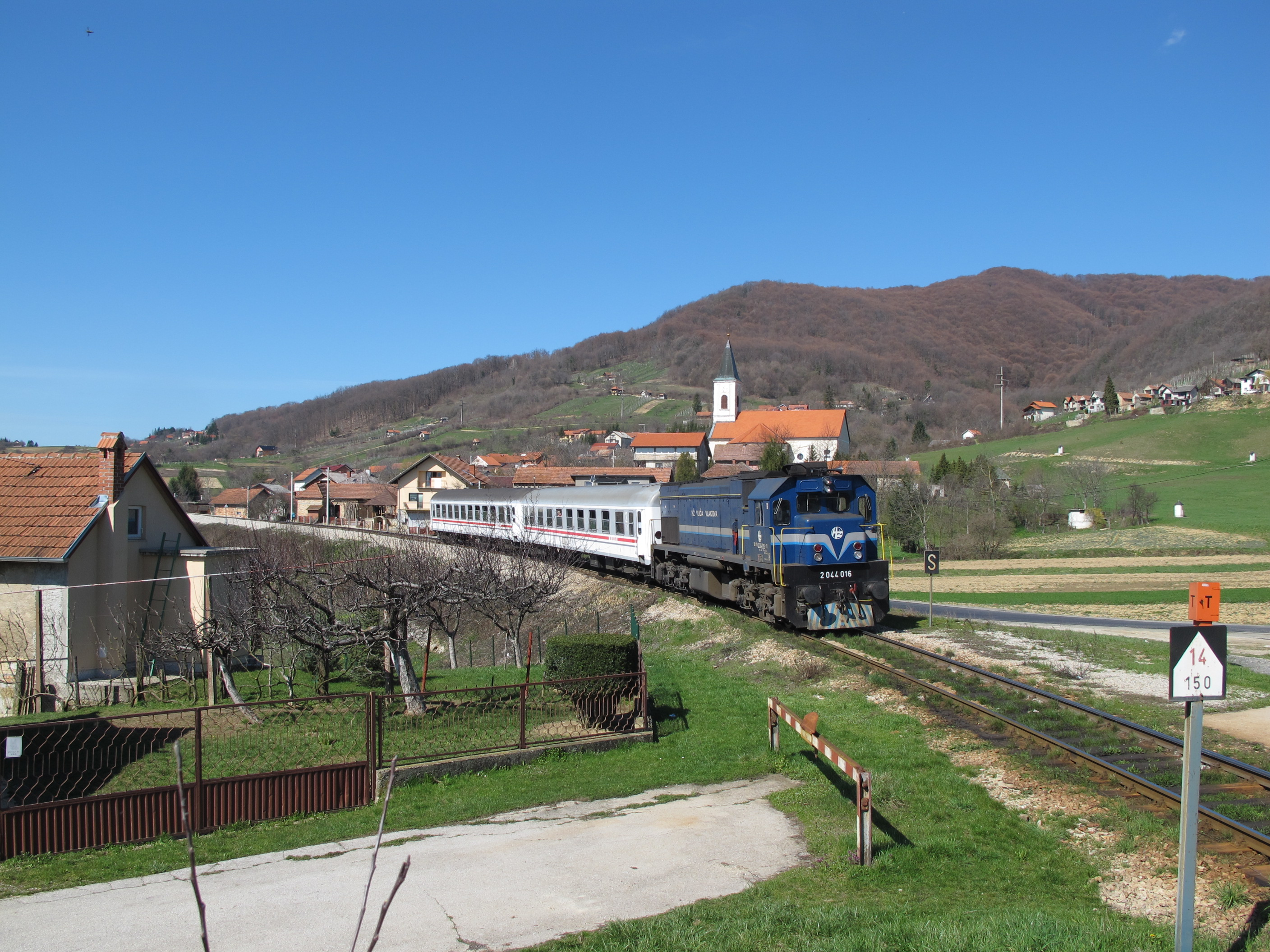
Mađarevo
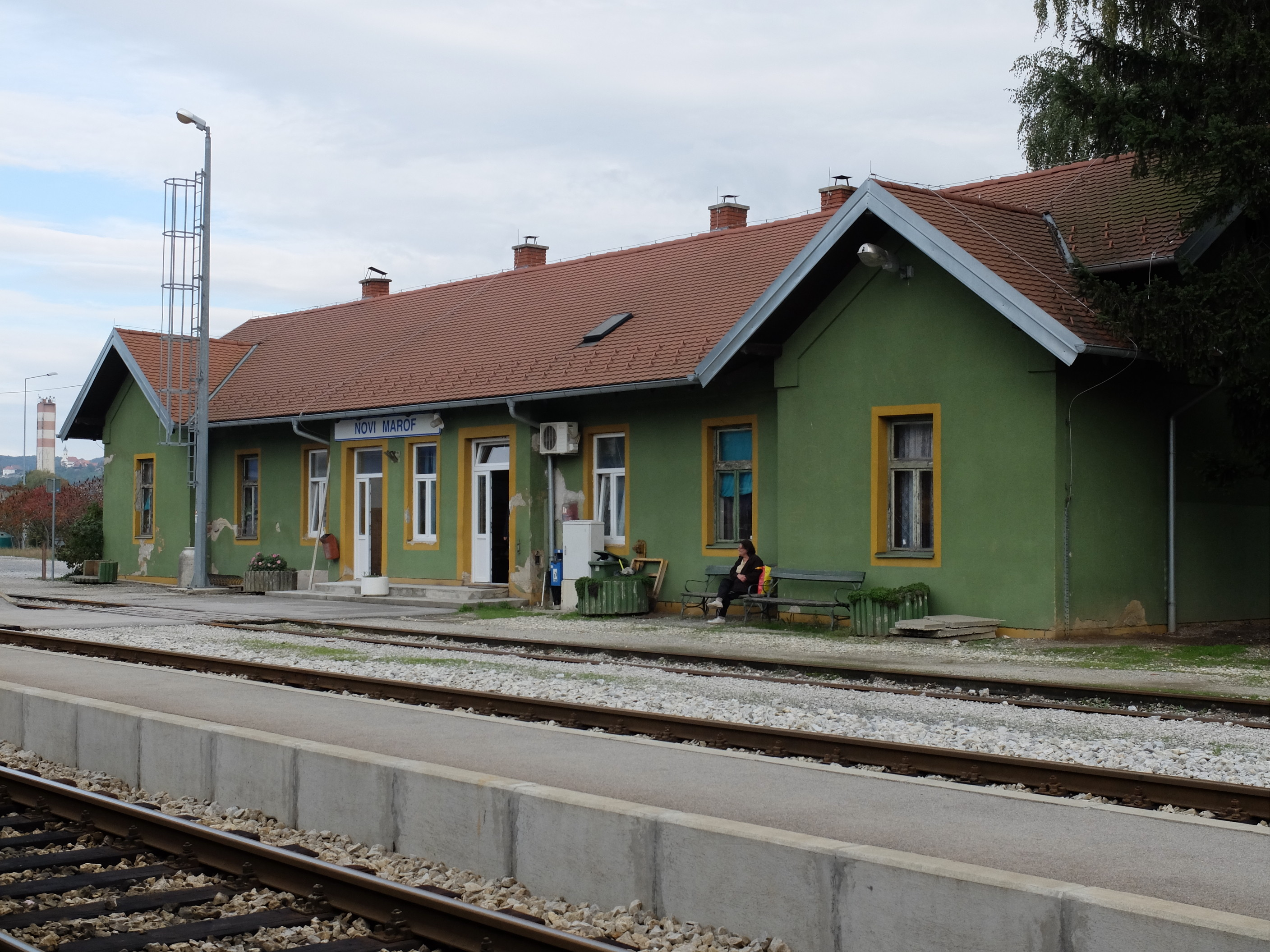
Novi Marof
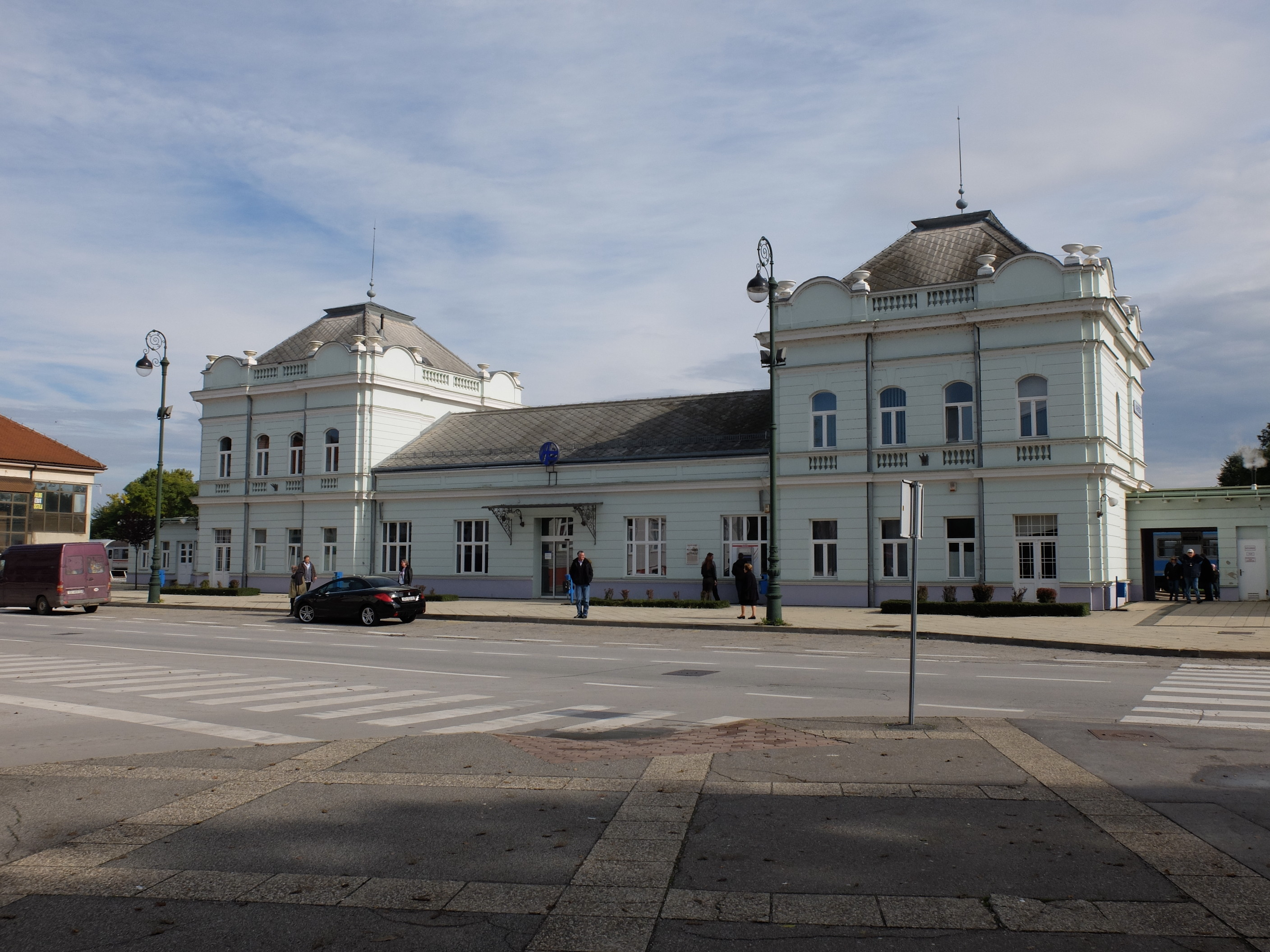
Varaždin
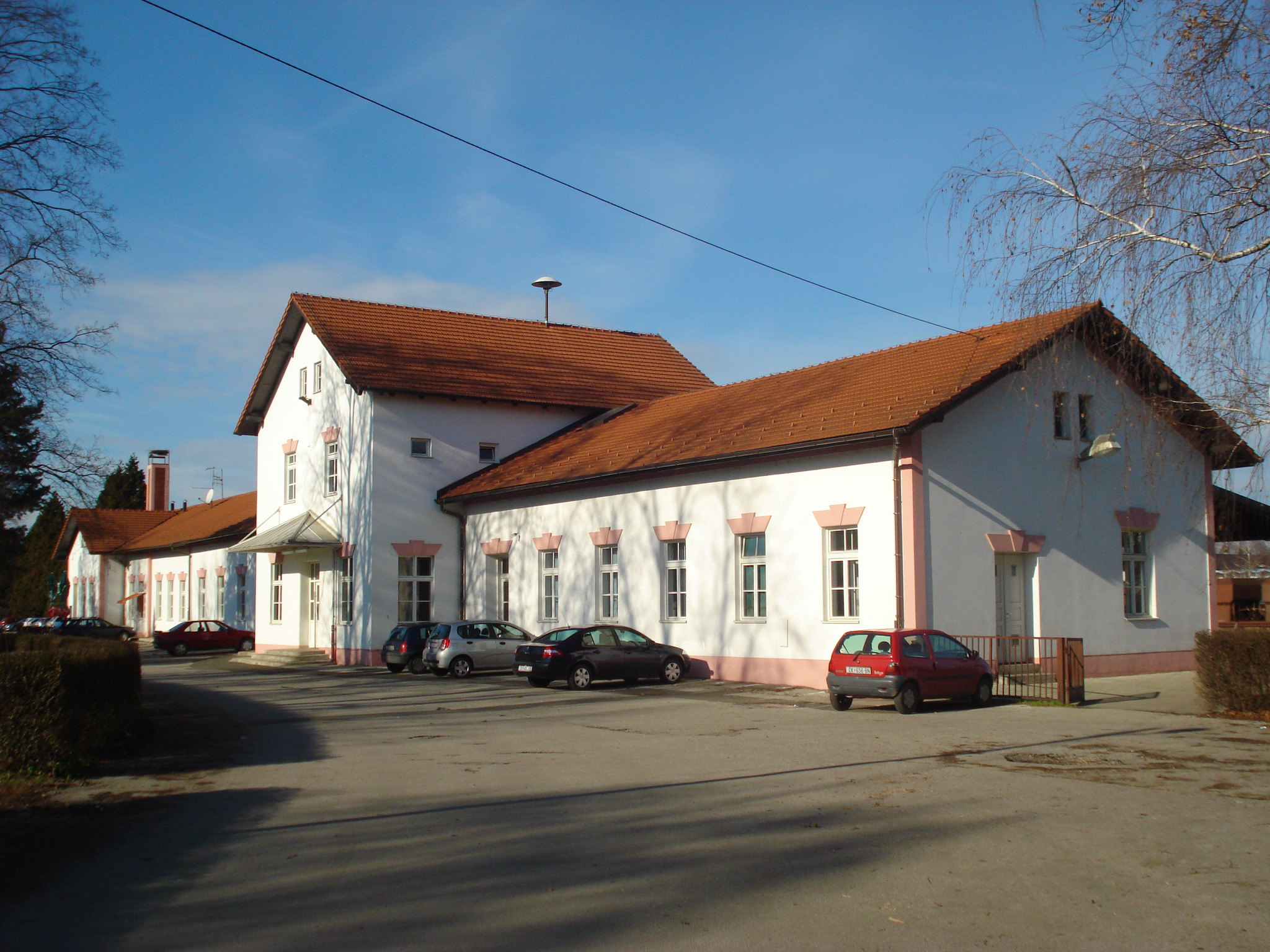
Čakovec